# Vinter
 For alternative betydninger, se Vinter (flertydig). (Se også artikler, som begynder med Vinter)
Vinter er den årstid, hvor den pågældende halvkugle, på grund af Jordens hældning, vender bort fra solen. Det giver korte dage og lange nætter og dermed nedsat indstråling og opvarmning. Solen står lavt på himlen, og en mindre andel af Solens lys rammer derfor jordoverfladen, samtidig med at lyset skal gennemtrænge en tykkere del af atmosfæren, hvilket bevirker, at varmeeffekten nedsættes.
I Danmark bruges vinter oftest om månederne december, januar og februar, men der er dog ingen officiel meteorologisk definition på, hvornår vinterperioden begynder og slutter, hvormed november også til dels bliver betegnet som en vintermåned. Dog er det karakteristisk for vinteren, at minimumstemperaturen ligger under frysepunktet – i Danmark er det tilfældet fra omkring starten af december, til midt i marts. Man kan også beskrive vinteren ved at kalde den perioden mellem efterår og forår.
Astronomisk defineres vinteren på den nordlige halvkugle som tidsrummet fra vintersolhverv (21. eller 22. december) til forårsjævndøgn (20. eller 21. marts); i kalendermæssig og klimatisk forstand regnes vinteren ofte fra 1. december til 1. marts.
Ofte møder man den forestilling, at solen er længere væk om vinteren, men det forholder sig faktisk omvendt. Solen er lidt nærmere Jorden om vinteren, fordi Jordens bane omkring solen er elliptisk.
Med vinter forbinder man på vore breddegrader også muligheden for snefald. Snevejr med snestorm og snefygning kan forekomme.
Vi har begreber som snemand og vintersange som f.eks. Jeppe Aakjærs Sneflokke kommer vrimlende. 
Det kolde vejr giver mulighed for vintersport, f.eks. skiløb og skihop, selv om en hel del vinteraktiviteter afholdes indendørs i idrætshaller, f.eks. ishockey.
Trafikken kan gå i stå, når frosten sætter ind og gør vejene isglatte og i snevejr måske ufremkommelige. Farvandene fryser til i de koldeste isvintre og isbrydere må sikre gennemsejlingen.
På den sydlige halvkugle har man sommer, når der er vinter på den nordlige halvkugle.